# Ghiacciaio Ketchum
Il ghiacciaio Ketchum (in inglese Ketchum Glacier) è un ghiacciaio lungo circa 90 km situato sulla costa di Orville, nella parte orientale della Terra di Palmer, in Antartide. Nel suo percorso, il ghiacciaio fluisce verso est discendendo tra i monti Latady e i monti Scaife fino ad entrare nell'insenatura di Gardner.

## Storia
Il ghiacciaio Ketchum  è stato scoperto durante una ricognizione aerea effettuata nel corso della spedizione di ricerca antartica condotta da 1947-48 e comandata da Finn Rønne, ed è stato così battezzato da quest'ultimo in onore di Gerald Ketchum, della marina militare statunitense, comandante della nave rompighiaccio USS Burton Island (AG-88), che ruppe il ghiaccio all'interno del quale la spedizione di Ronne era rimasta bloccata, nella baia Margherita, permettendo agli uomini di fare ritorno a casa.